# Acleistorhinidae
De Acleistorhinidae zijn een familie van uitgestorven parareptielen uit het Laat-Carboon en Vroeg-Perm (Moscovien tot Kungurien). 

## Vondst en naamgeving
Acleistorhiniden zijn het meest divers van de Richards Spur-vindplaats uit het Vroeg-Perm van Oklahoma. Acleistorhiniden van Richards Spur omvatten Acleistorhinus, Colobomycter, en mogelijk Delorhynchus en Feeserpeton. Andere taxa omvatten Carbonodraco uit het Laat-Carboon van Ohio en Karutia uit het Vroeg-Perm van Brazilië. Tot nu toe zijn leden van de groep alleen bekend van het westen van Pangea.
Een familie Acleistorhinidae werd in 1969 benoemd door Eleanor Daly.

## Beschrijving
Acleistorhinidae zijn vrij lichtgebouwd en lijken wat op hagedissen, hoewel ze daar niet nauw aan verwant zijn.
De groep werd in 1999 door Modesto gediagnosticeerd door de aanwezigheid van twee synapomorfieën: 
- de grootste tand bevindt zich ver naar voren op de bovenkaak
- schedelversiering bestaat uit dunne en ondiepe cirkelvormige kuiltjes.

In 2021 werden zeven andere synapomorfieën gevonden. Het voorhoofdsbeen overlapt aan de buitenzijde de bovenrand van de oogkas, tussen het prefrontale en postfrontale. Het bovenkaaksbeen maakt contact met het quadratojugale. Het maxillaire gebit is heterodont in een mate die afhankelijk is van de absolute grootte van het individu. De tak van het quadratum loopt over in een plaat overdwars die een richel vormt. De processus paroccipitalis staat schuin op het horizontale vlak van de schedel. De zone van het basioccipitale en parasfenoïde is alleen van onderen zichtbaar bij de knobbels van het kaakgewricht. Er staat één enkele vergrote tand voor op het ploegschaarbeen.
Voor zover vaststelbaar hebben alle leden van de groep een slaapvenster.

## Fylogenie
De Acleistorhinidae staan bekend als de oudst bekende parareptiele clade, samen met de Bolosauridae.
Acleistorhinidae werd algemeen beschouwd als een subgroep van lanthanosuchoïden, verwant aan taxa als Chalcosaurus, Lanthaniscus en Lanthanosuchus. Echter, een heronderzoek van parareptiele fylogenie uitgevoerd door Cisneros et alii (2021) voerde aan dat lanthanosuchoïden niet nauw verwant waren aan acleistorhiniden. De fylogenetische analyse uitgevoerd door deze auteurs vond de acleistorhiniden als de zustergroep van de clade Procolophonia, terwijl lanthanosuchiden werden gevonden binnen de procolophonide subgroep Pareiasauromorpha.

## Eetpatroon
Twee exemplaren van acleistorhiniden, beschreven van de Richards Spur breukplaats in Oklahoma hebben overtuigend bewijs geleverd van het eetpatroon van acleistorhiniden. Het exemplaar OMNH 73362 werd later doorverwezen naar Delorhynchus cifellii, een soort die in 2014 werd benoemd. Het andere exemplaar OMNH 73364 is niet formeel beschreven. Tussen de vele palatinale tanden van beide schedels zijn fragmenten van de hoornlaag van geleedpotigen aanwezig. Men denkt dat de fragmenten in OMNH 73362 de segmenten van een antenne zijn, terwijl men denkt dat de fragmenten in OMNH 73364 deel uitmaken van een cercus.
Bij acleistorhiniden wijzen de marginale tanden, die klein en teruggebogen zijn, op een insectenetend dieet, omdat ze waarschijnlijk werden gebruikt voor het grijpen en doorboren van de cuticula van geleedpotigen. Het getande verhemelte, met drie paar tandvelden en kleinere tanden tussen de velden, wordt gezien als een aanpassing voor het vasthouden van voedsel in de mondholte.
De tanden, die snijranden hebben, kunnen ook geschikt zijn geweest voor een carnivoor dieet, waarin vlees van gewervelde dieren kan zijn geconsumeerd. Het is mogelijk dat acleistorhiniden zouden hebben gejaagd op tetrapoden die klein genoeg waren om heel in te slikken. Het is waarschijnlijk dat de acleistorhinide Colobomycter pleter gespecialiseerd was in ongewervelde dieren met harde hoornlaag of kleine tetrapoden.

## Geslachten
- Acleistorhinus
- Carbonodraco
- Colobomycter
- Delorhynchus?
- Feeserpeton?
- Karutia